# Dawa Yangzum Sherpa
Dawa Yangzum Sherpa (Nāngaon, Nepal; 1990), también conocida como Dawa Yangzum, es una alpinista nepalí y la primera mujer de Nepal en convertirse en guía internacional de montaña.

## Biografía
Dawa Yangzum comenzó a practicar el alpinismo profesional en 2009, siendo el pico Yala su primera cumbre. Hasta la fecha ha escalado cinco de los catorce ochomiles. Se convirtió en una de las alpinistas nepalíes icónicas de la historia tras escalar el monte Everest en 2012. En 2017, recibió una certificación de la Asociación de la Federación Internacional de Guías de Montaña y se cualificó para convertirse en guía de montaña internacional ese mismo año.
En marzo de 2019, firmó un acuerdo profesional con una empresa estadounidense de productos de recreación al aire libre, lo que la convirtió en una de las pocas alpinistas profesionales nepalíes en ser pagada como atleta por una gran empresa occidental. Ha escalado el Everest en varias ocasiones y se convirtió en la primera mujer nepalí en hacer cumbre en el quinto pico más alto, el Makalu, el 29 de mayo de 2019.
El 26 de julio de 2014, formó parte del contingente nepalí de 3 miembros exclusivamente femeninos que hizo cumbre en el K2. Los otros miembros destacados eran Pasang Lhamu Sherpa Akita y Maya Sherpa. También se convirtió en la primera mujer en alcanzar la verdadera cumbre del Manaslu en otoño de 2021.